# Werner Schmah
Werner Schmah (* 9. Februar 1926 in Berlin; † 19. März 1997 ebendort) war ein deutscher Schlagersänger (Bariton).

## Leben und Wirken

Etikett der Single Schau mich bitte nicht so an von Werner Schmah mit dem Orchester Walter Dobschinski

Werner Schmah erlernte einen kaufmännischen Beruf, wurde aber schon 1943 zur Wehrmacht eingezogen. Im Zweiten Weltkrieg verlor er beide Hände und einen Teil seines Augenlichts. Dadurch konnte er nach Kriegsende nicht mehr in seinen angestammten Beruf zurückkehren. Von 1945 bis 1948 erhielt er eine Gesangsausbildung; ab Mai 1947 wirkte er bei Aufnahmen mit verschiedenen Orchestern für den RIAS in Berlin-West, für Radio Berlin in Berlin-Ost und später für den NWDR mit. 
Schmah nahm außerdem in den späten 1940er- und frühen 50er-Jahren eine Reihe von populären Nummern und Schlagern auf; sein bekanntestes Lied war wohl Schau mich bitte nicht so an (Amiga A1188), die erste deutschsprachige Coverversion des Chansons La vie en rose, aufgenommen 1949 mit dem Orchester Walter Dobschinski, mit dem er auch den Titel Wenn die Glocken hell erklingen (Amiga #1214) einspielte. Des Weiteren entstanden in dieser Zeit Aufnahmen mit den Orchestern Lubo D’Orio (Maria aus Bahia, Electrola #7373), Kurt Drabek (Möwe, du fliegst in die Heimat, Imperial 17-482), Willi Stanke (Mit der Zeit lernst auch du es!, Columbia 4961; Du hast ja Tränen in den Occhi, Amiga 50-486), Heinz Becker (Rote Rosen, rote Lippen, roter Wein/Heideglöcklei, Amiga 50-285), Paul Woitschach (Wenn der weiße Fliedder wieder blüht, Amiga 50-380) und Horst Ernst (Mehr und mehr, Amiga 50-456A). Schmah war bis in die 1970er-Jahre als Sänger aktiv und nahm weiterhin Schlager wie Ein Handvoll Reis (1966) auf; 1973 erschien die LP Heino Hits mit Werner Schmah, gefolgt von Die kleine Kneipe – Ein Prosit der Gemütlichkeit mit Werner Schmah und seinen fröhlichen Zechern (Maritim, 1976).